# Guglielmo I, conte di Jülich
Guglielmo di Jülich in francese: Guillaume Ier de Juliers (inizio del XII secolo – 1176) fu conte di Jülich, dal 1144 fino alla sua morte.

## Origine
Guglielmo era figlio del conte di Jülich, Gerardo IV e della sua seconda moglie di cui non si conoscono né il nome né gli ascendenti.
Gerardo IV di Jülich era figlio del conte di Jülich, Gerardo III e della moglie di cui non si conoscono né il nome né gli ascendenti.

## Biografia
Di Guglielmo si hanno poche notizie.
Suo padre, Gerardo IV (Gerhardus comes de Iuliaco), compare, per l'ultima volta citato, come testimone, in un documento del Urkundenbuch für die Geschichte des Niederrheins, Volume 1, datato 1132, inerente alla soluzione di una disputa tra due monasteri, operata dal nuovo arcivescovo di Colonia, Brunone II di Berg (Bruno secundus dei gratia sancte coloniensis ecclesie archipresul).
Non si conosce l'anno esatto della morte di Gerardo IV, il fratellastro di Guglielmo, Gerardo gli succedette come Gerardo V, ancora molto giovane; il documento n° 343 del Urkundenbuch für die Geschichte des Niederrheins, Volume 1, datato 1141, il Conte di Jülich, come testimone, viene citato come Gerardo bambino (Gerardus puer comes de Iuliaco) dal re dei Romani, Corrado III di Svevia.
Di Gerardo V non conosciamo la data esatta della morte, ma fu prima del 4 febbraio 1144, e gli succedette Guglielmo, come viene confermato dal documento n° 530 del Urkundenbuch zur Geschichte der mittelrheinischen Territorien, in cui in quella data, Guglielmo risulta Conte di Jülich (comes Wilhelmus de Guliche), testimone per l'arcivescovo di Colonia, Arnoldo di Randerath (Arnoldus dei gratia s. coloniensium ecclesie archiepiscopus).
Guglielmo (Vuillihelmus comes de Guleche), secondo il documento n°59 del Quellen zur Geschichte der Stadt Köln, Band I, datato 1147, fu ancora testimone per l'arcivescovo, Arnoldo.
Nel 1166, assieme al fratello Gerardo, Guglielmo (Willelmus comes Iuliacensis et frater eius Gerardus) fu testimone dell'arcivescovo di Colonia, Rainaldo di Dassel (Reinaldus dei gratia sancte coloniensis ecclesie archiepiscopus), per la divisione di un'eredità, come da documento n° 414 del Urkundenbuch für die Geschichte des Niederrheins, Volume 1.
Verso il 1170, molto probabilmente, Guglielmo fu affiancato dal figlio primogenito, anche lui di nome Guglielmo, in quanto negli ultimi due documenti in cui compare come testimone dell'arcivescovo di Colonia, Filippo di Heinsberg, Guglielmo è in compagnia del figlio:
- il documento n° 82 del Quellen zur Geschichte der Stadt Köln, Band I, datato 1172, in cui Filippo (Phylippus dei gratia coloniensis ecclesie humilis minister) garantì una proprietà ad un monastero (Comes Wilhelmus de Juliaco et Wilhelmus filius eius)[6]
- il documento n° 455 del Urkundenbuch für die Geschichte des Niederrheins, Volume 1, datato 1176, in cui Filippo (Phylippus dei gratia s. coloniensis ecclesie archiepiscopus) fece una donazione (Willelmus senior comes de Iuliaco, Willelmus filius eius)[7].

Non si conosce la data esatta della morte di Guglielmo I.
Gli succedette il figlio primogenito Guglielmo, come Guglielmo II, come ci viene confermato dal documento n° XLIII del Akademische Beiträge zur Gülch- und Bergischen Geschichte, Band III.

## Matrimonio e discendenza
Della moglie di Guglielmo I non si conoscono né il nome né gli ascendenti.
Guglielmo I dalla moglie ebbe tre figli:
- Guglielmo († 1207), Conte di Jülich[8]
- Gerardo († dopo il 1198), citato col fratello, Guglielmo in diversi documenti, l'ultimo dei quali è datato 1198[11]
- Giuditta († dopo il 1190), che aveva sposato Everardo di Hengenbach e fu la madre di Guglielmo, futuro Guglielmo III, come da documento n° 526 del Urkundenbuch für die Geschichte des Niederrheins, Volume 1, datato 1190[12].

### Fonti primarie
- (LA)  Urkundenbuch für die Geschichte des Niederrheins, Volume 1.
- (LA)  Urkundenbuch zur Geschichte der mittelrheinischen Territorien.
- (LA)  Quellen zur Geschichte der Stadt Köln, Band I.
- (LA)  Akademische Beiträge zur Gülch- und Bergischen Geschichte, Band III.